# Oscar Zeta Acosta
Oscar Zeta Acosta (ur. 8 kwietnia 1935 w El Paso, zm. 1974 w Meksyku) – amerykański prawnik, polityk, pisarz i działacz w Ruchu Chicano. Pierwowzór doktora Gonzo, prawnika samoańskiego pochodzenia, z powieści Fear and Loathing in Las Vegas Huntera S. Thompsona.
Po ukończeniu szkoły średniej odbył służbę wojskową w Siłach Powietrznych Stanów Zjednoczonych. Następnie ukończył wieczorowo prawo na San Francisco Law School (jako pierwszy w rodzinie zdobył wyższe wykształcenie). W 1966 roku, za drugim podejściem, zdał egzamin adwokacki.
W 1974 roku zaginął w Meksyku. Ostatnią osobą, z którą rozmawiał był jego syn Marco, do którego Acosta zadzwonił w maju 1974 roku mówiąc, że „właśnie wsiada do łodzi pełnej białego śniegu”.
W filmie Tam wędrują bizony z 1980 roku w postać Acosty wcielił się Peter Boyle. W filmie Las Vegas Parano z 1997 roku w reżyserii Terry’ego Gilliama, będącym ekranizacją powieści Thompsona Fear and Loathing in Las Vegas, w postać Acosty wcielił się Benicio del Toro.